# Rumania en los Juegos Paralímpicos de Atenas 2004
Rumania estuvo representada en los Juegos Paralímpicos de Atenas 2004 por dos deportistas masculinos. El equipo paralímpico rumano no obtuvo ninguna medalla en estos Juegos.